# Kuensel
„Kuensel” – jedna z kilku gazet w Bhutanie. Była to jedyna gazeta wydawana w Bhutanie aż do roku 2006, gdy na rynku ukazały się dwie inne: Bhutan Times oraz Bhutan Observer.

## Historia
Pierwszy numer gazety wyszedł w 1967. Był to biuletyn w języku dżongkha informujący o aktualnych wydarzeniach w polityce. W takiej formie pozostał „Kuensel” do 1986. Zmieniono wtedy jego wygląd i charakter – odtąd był ogólnym tygodnikiem wydawanym w trzech językach: dżongkha, angielskim i nepalskim.
W 1992 „Kuensel” stał się prywatnym tygodnikiem (przedtem należał bezpośrednio do króla), lecz mimo tego w rzeczywistości nadal kierował nim rząd Bhutanu. W 1996 zmieniono wygląd gazety: zwiększono liczbę stron oraz jej wymiary.
Kuensel Corporation Limited stworzyła internetową wersję swojej gazety (kuenselonline.com) w 1999, czyli w tym samym roku, w którym zostało utworzone pierwsze łącze internetowe w Bhutanie. Przez lata portal ten stał się najpopularniejszą stroną internetową w Bhutanie. W 2006 stronę odwiedzało dziennie 3000 oosób i posiadała ponad 15000 zarejestrowanych użytkowników.